# 大下弘
大下 弘（おおした ひろし、1922年（大正11年）12月15日 - 1979年（昭和54年）5月23日）は、兵庫県神戸市三宮（現・中央区三宮）出身のプロ野球選手（外野手）・コーチ・監督、解説者・評論家。
愛称は、打球を簡単にポンポン飛ばすことから「ポンちゃん」。
青バットの大下として、赤バットの川上哲治、物干し竿の藤村富美男と共に終戦直後の日本球界を代表する存在であった。特に少年達からの人気は絶大であり、美空ひばりと並ぶ終戦直後の日本における国民的スターであった。

## 経歴

### プロ入り前
父は3歳の時に亡くなり、小料理店を営む母に女手一つで育てられる。1930年に大下は神戸小学校に入学。家庭の事情から非進学クラスに入ったが、1年生の時から常に級長か副級長に選ばれていた。4年生の時に体育教師の勧めで軟式野球を始めるが、グラブを買って欲しいと母親に言い出せず、友人の母親が厚い布地で作った手作りのグラブを使っていたという。1935年に中宮高等小学校に進学すると、下級生を集めて軟式野球チームを作って野球を楽しんだが、長身だったためポジションは一塁手だった。
1936年に先に移住していた母を頼って台湾・高雄市へ移り、高雄第二小学校高等科に転入。1937年に新設された高雄商業学校（現・高雄市立高雄高級商業職業学校）へ入学するが、入学試験の成績がトップだったため、新入生代表として式典で答辞を読んだ。高雄商業に入学するとすぐに野球部に入部するが、大下の投げる球が速いことに目を付けた野球部部長の勧めで投手をやるようになった。一方で、学校対抗の陸上競技・柔道・水泳などの大会にも出場して活躍。更には文芸部の部員でもあり、イワン・ツルゲーネフ『猟人日記』やアンドレ・ジッド『狭き門』を愛読したほか、自身でも『大谷刑部一代記』という短編小説を書いている。
背が高い美男子で文武両道でもあった大下は何かにつけて目立ち、大下の関心を惹こうとする遊郭の娼妓も多かった。また、3年生の時には、高雄女学校の女子生徒が大下宛のラブレターを書くが、投函できないまま校庭に落とし、これが教護連盟の女教師に届けられたことから大問題となる。女子生徒は停学となるが、噂に耐えきれず退学。大下も3ヶ月の謹慎処分を受け、寄宿舎生活を送った。
1939年大下が3年生になると、高雄商業野球部はチーム編成が整い対校試合ができるようになるが、主将兼エース兼四番である大下のワンマンチームであった。夏の甲子園大会の台湾予選では強豪・嘉義農林を引き分け再試合で破るが、四回戦で嘉義中学に0-1で惜敗した。その後、1940年・1941年のいずれも嘉義農林に敗れ、甲子園出場はならなかった。
1941年12月の繰り上げ卒業を控え、台湾の社会人野球チームのほか、慶應義塾大学・明治大学・立教大学の各野球部から勧誘を受ける。特に、大下の才能を高く買っていた台北交通団の監督・渡辺大陸による、母校明治大学への進学の熱心な勧めを受けて、大下は明治大学の予科へ進学した。同年12月に太平洋戦争が勃発する中で、学生には卒業まで徴兵猶予の特権があったことも、大学への進学を決意した理由の一つだった言われている。大学同期には、小川善治・加藤政一・清水喜一郎・諏訪裕良・手塚明治らがいた。
1943年には戦局の悪化でリーグ戦が中止となり、同年5月23日に戦前では最後の対外試合となる立教大との練習試合が行われる。この試合は明大在学中に大下が出場した唯一の試合で、7回表に代打で起用されると右翼越えの二塁打を放った。当時、明大和泉グランドの外野の後方に2本の松の木があったが、戦時中でボールの品質が粗悪で飛ばない中、四番の加藤三郎がようやく松の木のあたりに打ち込む程度であった。しかし、大下の飛距離は抜群で、打撃練習の打球は松の木を軽く越えていったとされる。なお、当時の主将は嶋清一で、大下と嶋の打撃フォームの類似を指摘する説がある。
1943年12月に学徒出陣により姫路三四部隊へ配属される。大下は航空隊を志願して合格すると、1945年4月に八雲戦隊へ、同年8月に陸軍航空士官学校に転属になり、ここで終戦を迎えた。階級は少尉であった。
同年9月に明治大学に戻り、清水喜一郎・小川善治らと明大野球部再建に取り組む。また、清水の小学校時代の友人で、新たに野球部に入部した貫井丞治の実家に世話になるようになって、状況が落ち着いてから、明治大学商学部へ復学した。この頃、大下が打球をポンポン遠くへ飛ばしていたことから、ポンちゃんの愛称で呼ばれるようになったという。
同年10月に明大の先輩で職業野球の新設球団・セネタースの選手集めに奔走していた横沢三郎の勧誘を受ける。台湾に残した母親とは音信不通になっており、大学の学費を払いながら学業を続けることに不安を覚えていた大下は、この勧誘を受けてセネタースへの入団を決意。月給300円の3年契約であった。

### 現役時代（セネタース・東急時代）

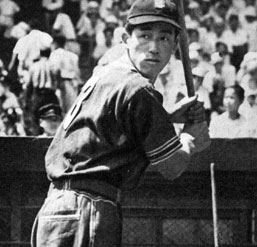
大下の打席での構え

同年11月に開催された職業野球の東西対抗戦では、無名の新人ながらメンバーに選ばれる。第1戦で初打席の三塁打を含む3安打5打点と活躍すると、第3戦では戦後初となる柵越え本塁打を放つ。結局、4試合で打率.533、1本塁打、12打点の三冠王で最高殊勲選手に輝く衝撃的なデビューを飾った。同年12月には居候していた貫井家の娘（貫井丞治の妹）と婚約している。
1946年にプロ野球のリーグ戦が再開されるが、大下は開幕前に一本足への打法改造を試みた上に、台湾から引き揚げてきた母親への対応で心身とも疲労したこともあり、5月末まで打率.188、本塁打0と打撃不振に陥る。東西対抗戦で大活躍したことから、各球団の投手から厳しいマークにあい大下は厳しい内角球を避けるうちに打撃フォームを崩してしまったともされる。しかし、6月2日の中部日本戦で第1号本塁打を打つと、6月：4本、7月：4本、8月：3本と順調に本塁打を積み上げていく。9月5日の中部日本戦で12号・13号を連発し、1938年に中島治康が打った11本を抜いて年間本塁打記録を塗り替えた。この頃から、遠征から帰ってくる大下を、若い女性たちが上野駅や東京駅で出迎えるようになる。また、大下の放つ本塁打を一目見ようと多くの人が球場に野球観戦に訪れようになり、この現象は「大下景気」と呼ばれた。9月に7本の固め打ちを見せるが、10月入ると当たりが止まってしまう。当時は飛ばないボールを使っていたため、本塁打は狙って引っ張らないと打てなかったが、投手から本塁打の出にくい外角を執拗に攻められたためであったという。それでも大下は10月に1本打って19本塁打に達すると、球場では観客と報道陣が20号はまだかと大合唱するようになる。シーズン最終戦となる11月5日の巨人戦で川崎徳次から外角球を流して左翼席に飛び込む本塁打を放ち、ついに20号に到達。結局、2位の飯島滋弥の12本に圧倒的な差を付けて本塁打王を獲得した。この年のリーグ本塁打数は211であり、大下はリーグ全体の本塁打の1割弱（9.5%）を1人で打ったことになる。本塁打シェア率は2011年に中村剛也が抜くまで（10.57％）、65年間日本記録であった。この年の本塁打は左翼方向への20号本塁打を除き、残りは全て右翼方向であり極端なプルヒッターだった。また、変化球はお手上げで、本塁打を狙って速球ばかりを強引に引っ張るために打撃も強引になり、三振もリーグダントツの80を記録した。
大下の出現は敗戦に打ちひしがれた国民を狂喜させ、空前絶後の本塁打ブームが起こる。その影響の大きさは、当時のプロ野球を代表する打者であった川上哲治でさえも本塁打狙いの打撃フォームに変えたほどである。強いゴロを打つことが打撃の理想とされた時代にあって、大きな放物線を描く本塁打を量産する大下の登場は革命的であった。また、大下によって少年や若い女性にプロ野球が浸透し、球場に戦前とは異なる華やかさ明るさが見られるようになった。一方で、女性ファンが大下家に押しかけて寝泊まりまでするようになったため、婚約者であった貫井丞治の妹との関係が悪化し、婚約を解消されている。婚約解消してまもなく大下は荻窪に移り、陶器会社の役員の娘である登志江と半同棲生活を始めた。
1947年このシーズンから青色のラッカーを塗装した青バットを使って本塁打を連発、赤バットの川上と共に大ブームを起こした。鈴木惣太郎に色塗りのバットを勧められた大下は、川上の「赤バット」に対抗する意味で並木路子の「リンゴの唄」の「赤いリンゴに（中略）青い空」をヒントに青バットを選ぶ。青い色のスプレーで大下自身が染めていたが、バットの木の色が透けて見え、緑色に近く見えた。また、塗り方がよくなかったため、ボールに塗料がついてしまい、審判から苦情が出て使用を中止させられてしまった。同年はチームバッティングを求める周囲に配慮して本塁打へのこだわりを捨て、左翼への流し打ちを見せるようになる。本塁打を期待されている大下の流し打ちには批判が集中したが、結果的に打率が向上し、打率.315、17本塁打で首位打者と本塁打王の二冠を獲得。この年より復活したベストナインにも選ばれた。なお、皇太子が観戦した11月9日の対金星スターズ戦では、2回で降雨ノーゲームとなったが、中止決定まで大下は貴賓室で皇太子と親しく会話している。
1946年に撮影・公開された映画「二死満塁」に大下は出演したが、映画の後楽園ロケで、大下は高雄時代の顔見知りで当時の新進女優であった及川千代と再会し、その後二人で頻繁に会うようになった。1947年6月になって、このことをマスコミから「大下の台湾時代の恋人」と取り上げられる。さらに、千代に好意を持っていた大下の台湾時代の友人とされる人物による、恋人を取られた、との匿名投書に基づき、日刊スポーツに「同級生の恋人を取った大下」と書き立てられた。大下と及川はマスコミが騒いだような関係ではなかったとされるが、大下のチーム内での評判は悪化し、大下と登志江の仲もこじれてしまったという。
また、この年に宇高勲が国民野球連盟（国民リーグ）を設立していたが、興行に苦労していたことから、シーズンオフに各球団は日本野球連盟（日本リーグ）の選手の引き抜きを図る。大下もそのターゲットとなり、大塚アスレチックスの大塚幸之助から契約金20万円、月給2万円で勧誘を受けた。当時の月給4000円に比べての大幅な厚遇に加え、国民リーグには大下がかつて世話になった横沢三郎・渡辺大陸がいたこと、さらに大塚から川上哲治も国民リーグに移るとの話を聞いて、大下は引き抜きに同意して20万円の小切手を受け取ってしまう。ところが、大下が飲み屋で20万円の小切手を他人に見せびらかしたため、大下の国民リーグへの移籍の情報はすぐに球界内部に広がり、大下は日本リーグでの立場を弁えていない、金に目が眩んだ、との批判に晒された。その後、東急球団代表の猿丸元や日本リーグの鈴木龍二・鈴木惣太郎が事態収拾に乗り出し、東急球団側の慰留を受けて大下は移籍を思いとどまる（月給は大塚から提示された2万円（年俸24万円）に増額された）。その後、日本リーグ側の依頼を受けた巨人の川上哲治が仲介に入って大塚幸之助を巧みに説き伏せ、丸く収めたという。この年、二冠を獲得した大下は最高殊勲選手の候補に挙げられていたが、この引き抜き事件の影響により、実際の票決ではほとんど票が集まらなかったと言われている（優勝した大阪タイガースの若林忠志が受賞）。
1948年正月に球団代表・猿丸元から映画「花嫁選手」へ主役としての出演を指示される。撮影は2月末まで続き練習不足となった上、撮影中に強烈なライトを照らされ続けたために目の炎症を起こしてしまった。また、開幕を前に巨人監督の三原修から巨人への移籍を誘われ、川上哲治を師匠と仰いでいた大下もその気になるが、この情報が猿丸の知るところとなり、話は流れた。同年6月10日の中日戦（後楽園）ではある運動具店の依頼を受けて竹製（竹を接合して作ったバット）のバットを使用し、5打数3安打と猛打賞の活躍を見せる。しかし、木製でないバットの使用は公認野球規則違反であり、そのことが発覚して罰金100円を支払った。なお、日本プロ野球では違反バットが発覚しても注意か使用禁止で終わっており、実際に処分が下ったのはこれが唯一の例である。映画出演による目の炎症は開幕前に完治したものの、シーズン前の練習不足の影響もあって、打率.266（リーグ21位）と落ち込み、本塁打も16本で川上哲治・青田昇（25本）の巨人勢に大差を付けられて本塁打王のタイトルを奪われた。しかし、インフレもあって年俸は大幅増の60万円となり、エースの白木義一郎と並ぶチーム最高年俸となった。
1949年3月末の開幕直前に登志江と正式に結婚。披露宴は熱海のつるや旅館で行われ、球団代表の猿丸元夫妻が仲人を務める。この年も前半戦はあまり調子が上がらず、7月末時点で打率.241、12本塁打であった。しかし、8月に入ると、18日の大映戦（札幌円山）で、野口正明からNPB最長とも言われる推定飛距離170mの特大本塁打を放つなど、8月に9本塁打と急速に本塁打のペースを上げる。さらに、11月19日の大陽戦（甲子園）で、NPB史上唯一の延長無しでの1試合7打席7安打を記録して、一挙に打率を三割に乗せた。最終的には、打率.305でリーグ11位に入り、本塁打も38本で藤村富美男（46本）・別当薫（39本）の阪神勢に次ぐ好成績を挙げ、2年ぶりのベストナインに選出されている。
同年オフの両リーグ分立に際して、新球団の設立に伴う選手の引き抜き合戦が勃発する。しかし、猿丸は大下と契約金300万円、年俸72万円で早々に契約を済ませてキャプテンに任命するとともに、つるや旅館に身を隠させた。その後、新球団・松竹ロビンス監督の小西得郎は大下を勧誘するために、セネタース結成に関与した小林次男に300万円を持たせて大下家に遣わす。しかし、大下はつるや旅館に逗留中で留守であったため、引き抜きに遭うことなく、東急へ残留した。東急は大下の引き止めには成功したものの、主に新設球団から大量の引き抜き被害に遭い（近鉄：黒尾重明、大洋：長持栄吉・片山博・大沢清、西日本：清原初男・塚本博睦・森弘太郎、巨人：吉江英四郎）選手不足となる。ここで、大下は猿丸から明大野球部の有望選手を集めるよう依頼を受け、樽井清一・寺田雷太・山崎克巳・山県富人を東急に入団させた。しかし、球団側は大下が連れてきた選手に対して約束していた契約金を払おうとしたかったため、大下は激怒。一悶着の末、球団は渋々契約金を払ったが、この時の対立がのちの大下騒動の伏線になったと言われている。
1950年シーズンに入ると、監督の井野川利春の指示を受けて、新人の多いチームを牽引するために、確率の低い本塁打狙いを止めて、安打狙いの流し打ちが目立つようになる。これにより、本塁打は減ったが、コンスタントに安打が出るようになった。5月27日の大映スターズ戦で姫野好治の投球を受けて足を負傷、日大病院へ入院して1ヶ月の欠場を余儀なくされた。復帰後も常に三割三分前後の高打率をキープし、最終的に打率.339で呉昌征・飯島滋弥・別当薫らとの争いを制して2度目の首位打者を獲得する。この頃から、大下はのちに結婚することになる秋葉鐵子が渋谷で開いていた小料理屋「双葉」に出入りするようになる。一方で、妻の登志江との関係は冷え切っており、登志江は一人娘を連れて実家に帰っていたという。同年末には、大下と鐵子はそれぞれ家庭裁判所に離婚の訴えを出した。特に大下は既に鐵子と結婚したつもりで行動するようになっており、後述のハワイ遠征の前には二人は仮祝言と称して、かわいがっていた東急の若手選手を連れて江ノ島へ旅行に出かけている。
1951年2月にパ・リーグ選抜軍がハワイに遠征。チームは優勝した毎日の選手を中心に編成されたが、大下も選ばれて同行する。この遠征でも大下は最優秀選手（AJA杯・オドール杯）や首位打者などを獲得する大活躍。当時、マイナーリーグチームのオーナーであったビル・ベックから、別当薫・荒巻淳とともに契約を申し込まれるが、まだ日本とアメリカは太平洋戦争の講和条約締結前であったこともあり、渡米は実現しなかった。ハワイでは小林旅館に滞在し、川崎徳次と同部屋であった。また、この遠征中に大下は毎日のように鐵子に対して手紙を書き送ったという。
ハワイからの帰国がシーズン開幕直後まで遅れたため、開幕第3戦となる4月8日の阪急ブレーブス戦からペナントレースに参加。シーズン前にキャンプができず精彩を欠いた別当・荒巻ら毎日勢を横目に、大下は4月末時点で打率.400、6本塁打と開幕から快調に打ち続ける。ハワイ遠征での多数の左投手との対戦を通じて左腕に対する自信をつけたことと、監督・安藤忍が選手の意思を尊重したことから、大下がバットを振り切ることに集中できたことが、好調に繋がった理由とされる。シーズンでは当時のNPB記録となる打率.3832で首位打者と、26本で本塁打王の二冠を獲得した。同年のリーグ2位は蔭山和夫の打率.31463であり、リーグ2位との打率差.068543はNPB歴代1位の記録である。また、長打率.704も当時のパ・リーグ記録であった。このシーズンの最高殊勲選手は優勝した南海の監督兼選手であった鶴岡一人が獲得し、大下は圧倒的な成績で2度目の二冠王を達成するも選外となった。ここでも選考する記者の大下観（大下の奔放な私生活を批判）が災いしたとされる。
大下の母親・チヨは台湾時代に筋肉が切れて痛みを伴う奇病に苦しみ、痛み止めのためにヒロポンを使っているうちに、これを常用するようになっていた。この年の7月に大下はヒロポン中毒の治療のためにチヨを日本医科大学付属病院に入院させる。ここで、マスコミに病名を知られるのを防ぐために、病室は個室とし、病名も表向きは胆石としていた。入院期間は50日に及び費用は20万円にのぼったが、常日頃からの散財で貯金などない大下は球団代表の猿丸に借金を頼み込む。しかし、本当の入院理由を知らない猿丸は、胆石の治療に20万円もかかるはずがない、遊びでまた借金を溜め込んだに違いない、として借金の依頼を拒絶してしまう。大下は家財からプロ野球で獲得したトロフィーまで売却して入院費を捻出したが、球団に対する不満は容易に収まりが付かなかったという。チヨが退院してまもなく、大下・鐵子・チヨは北区田端に新居を構えている。

### 大下騒動
金銭面でのトラブルが元で大下と東急球団との間に確執が生まれ、1951年オフにはパ・リーグ全体を巻き込んだ移籍騒動（いわゆる「大下騒動」）が発生する。
大下は高給取りであったが、奔放な生活を続ける大変な浪費家であったたことに加え、チヨからも高額の「薬代」（実際はヒロポン入手のために費消されていた）を要求され続けたために、経済的には苦しんでいた。そのために、大下は東急球団に対して給料の前借り（借金）を繰り返しており、その金額は168万円にも達していた。
一方で、先述のチヨの入院費用20万円の借金を拒絶されたほか、1950年に猿丸から依頼されて東急に入団させた明大野球部の後輩のうち、寺田雷太・山崎克巳・山県富人はわずか1年で大下に無断で解雇されたこともあり、大下は球団への不満を深めていた。さらに、1951年11月半ばに年俸交渉のために球団事務所を訪ねた際、猿丸から助監督就任の依頼と白木義一郎らの解雇の構想提示を受ける。チームの功労者である白木の解雇情報に接して、球団への不信が高まった大下は退団を申し出るが、猿丸から「文句があったら借金を全部払ってからにしろ」と返される。これに激しい屈辱を感じた大下は金策を尽くして、168万円もの借金をわずか2日で調達。現金を持って球団事務所に赴き、再度退団を申し出るが、この際に猿丸から出た「この前の発言は冗談だった」との発言に激怒して、大下の猿丸への反発は最高潮に高まり、確執は修復不可能な状況になった。
大下が東急に対して退団を表明したことはすぐにマスコミに察知される。12月上旬に、記者の取材を受けた猿丸は大下が退団を求めたことを事実として認め、「給料のつり上げ対策よりほかに考えられない、私は企業家としてこの際断固たる処置をとらざるをえない」とコメント。これを受けて、マスコミからは「大下のホールド・アウト事件」と書き立てられた。これを受けて、他球団のスカウトが大下獲得に向けて活発な活動を始める。しかし、大下と東急の契約があと1年残っており、東急も正式に退団を認めていないため、他球団の活動は水面下に留まざるを得なかった。
大下は東急へ残留する気は全くなかったが、契約期間が残っているために、移籍するためには東急と交渉する必要があった。しかし、猿丸と交渉することに嫌気がさし、大下は借金返済で支援を受けるなど私的に世話になっていた国際自動車の整備主任の肩書きを持つ加藤政志という人物に委任状を託して代理人に指定し、東京を離れてしまった。12月半ばにはスポーツ紙に加藤に関する記事が掲載され、加藤の存在が公然化される。加藤は再三に亘って東急側に会談を申し込むが、東急は代理人と交渉する気はなくこれを拒絶した。この状況を見て、遂にはセ・リーグの球団まで大下との直接交渉を求めて活動を始める。12月18日に事態を重く見たパ・リーグ会長・福島慎太郎は東京に戻っていた大下と会談。大下に対して、東急と直接話し合いをすることを強く要請するとともに、セ・リーグへの移籍は認めないことを伝達した。これによって、セ・リーグ球団の活動は封じられる。
東急としては、このまま契約が成立しなかった場合に保留選手とする方法もあったが、給料の一部は払わざるを得ない上に試合には出場できないため、やむなく大下の移籍に向けて対応を開始。また、大下との直接の話し合いによって解決を図るため、大下との確執が続いていた猿丸の代わりに東急電鉄本社の専務・大川博を交渉役に立てた。まず、12月28日に1回目の大下と大川の会談が飛行会館で行われるが、東急への残留は不可能とする大下と、退団を求める理由が納得できないとする大川の主張が折り合わず、物別れに終わった。12月30日に2回目の会談が世田谷区新町の大川の私邸で行われる。ここで大川は、①この問題は大川に一任する、②1年間の条件付きで、他球団へのトレードを認める、③猿丸氏に謝罪する、の3条件を示すが、大下は了承しなかった。
一方で、12月中旬に大下と親しい東急球団の事務員・赤根谷飛雄太郎の紹介で、近鉄パールスのスカウト・大西利呂が加藤に接触。加藤と大西の密談により、大下・加藤と近鉄側の密約が成立してしまう。これにより、大下は契約金500万円を、加藤は仲介料として100万円ほどを受け取ったとされる。
12月28日に大川による大下放出の談話がスポーツ新聞に掲載される。これに対して、新興球団の西鉄ライオンズが大下獲得に乗り出す。福岡から成城の自邸に戻っていた監督の三原脩が田端にあった大下の自宅を訪問して直接西鉄への移籍を打診するが、大下からは曖昧な返事しか得られなかった。12月30日に三原は加藤の自宅を訪問して、年明けに大下を交えて三者で会談する了解を取り付けると、そのまま自由が丘の自邸に猿丸を訪ねて、大下獲得の意志を伝えた。明けて1月5日に西鉄球団代表・西亦次郎が上京して、三原とともに東急電鉄本社を訪ねて大川・猿丸と会談。東急側から交換トレードを条件として大下の放出の意志が示された。翌6日に西鉄側の西と三原、東急側の総務課長・川合と監督・井野川利春が交換要員の交渉を行う。当初、東急側は西鉄のエース・川崎徳次と主力打者の深見安博を指名。西鉄側が幹部候補であった川崎を拒絶、やむなく東急は緒方俊明に変更し、東急の大下と西鉄の緒方・深見＋金銭250万円の交換トレードが決まった。
なお、西鉄のほか、毎日オリオンズ・阪急ブレーブスも大下獲得を狙っていた。毎日は伊藤庄七・片岡博国を交換要員としてあげるが、荒巻淳を求める東急側と折り合わず、阪急は戸倉勝城との交換を打診するが東急は阿部八郎を要求するなど、いずれも交換要員が折り合わず話は流れた。
球団同士での合意が成立したことから、三原は「代理人」加藤に対しても金銭を絡めて粘り強く交渉を行う。なんとか大下・加藤と東急首脳と三原の会談が設定され、席上で猿丸が加藤に対してこれまでの誤解を陳謝、ようやく話がまとまったかに見えた。1月19日に神楽坂の料亭で大下と加藤、西鉄の代表・西と主将・川崎徳次が協議し、契約金・給料を決めるも、契約書への署名捺印の段になったところで、大下は母親と相談したいと捺印を拒んだまま、再び姿を消した。
1月末になって、加藤が近畿日本鉄道が会合に使っている隅田川近くの料亭に出入りしていたことで、近鉄と加藤・大下との裏取引を東急側が把握。東急球団幹部は大川に無断で、国際自動車の社長に加藤の行状を直訴するとともに、裏取引に加担したことを理由として赤根谷を解雇する。これを知った大下は激怒し、東急が決めた球団には絶対に移籍しないと、新聞紙上に怒りのメッセージが載った。これを受けて、2月6日に大川は加藤・赤根谷と東映本社で会談を行う。この場で、大川は赤根谷に対して東急に戻るように要請するなど懐柔し、加藤と赤根谷の分断に成功。以降、赤根谷は大下は西鉄に行った方が得策と口にするようになった。
この頃、差出人大下弘名で西鉄球団社長宛に「御社と契約した覚えはない」旨の怪文書が届くが、保存してあった大下のサインと筆跡が異なり偽筆であることがわかった。また、運輸大臣・佐藤栄作がこの騒動に介入し、かつて鉄道局に在籍していた東急・大川に対して、大下を近鉄に移籍させるよう圧力をかけたとも言われている。
2月半ばを過ぎたあたりから大下は加藤を避け始め、逃亡者のようにめまぐるしく居場所を変えるようになる。まもなく、パ・リーグ理事長の村上実から各球団代表に対して、①大下問題は白紙に戻す、②大下の獲得を希望する球団は改めて理事長に連絡すること、の2点が伝えられる。これに対して、西鉄のみが大下獲得の意思を表明し続け、近鉄を含む他球団からの申し出はなかった。またこの頃、東急・大川は大下の代理人・加藤との話として、大下は近鉄への移籍を希望している旨を、西鉄・西に語っている。
3月初旬にパ・リーグ理事長の村上やパ・リーグ会長の福島ら有志が、大下に対して大川との会談の場を設定して、問題を至急解決するように勧告する。これを受けて、西鉄の宇高勲・中島国彦両スカウトは手を尽くして探した結果、大下が秋田に潜伏している情報を掴む。大下は、秋田出身の赤根谷の実家の旅館（一説では赤根谷のつてである料理屋）にいたという。宇高・中島の手により大下は東京へ連れ戻されるが、この期に及んで、大下は大川との会談に顔を見せず、行方を眩ましてしまった。
3月上旬のパ・リーグ代表者会議で、パ・リーグ会長の福島から各球団代表に対して、①大下は西鉄へ移籍させるよう努力する、②近鉄は大下獲得のために多額の金銭を使ったことから西鉄から近鉄に対して大下の代わりになる選手の供出を希望、③毎日には獲得を断念させる、の3点が伝えられる。その後、東急社長・大川博、近鉄社長・佐伯勇、西鉄社長・木村重吉のトップ会談が行われ、①大下は円満に西鉄へ移籍、②西鉄から東急へ緒方俊明・深見安博が移籍、③西鉄から近鉄へ鬼頭政一が移籍、との方針を決定した。
3月下旬になってシーズンが始まってもなお、大下の行方が掴めず問題が決着しなかったため、4月初旬にパ・リーグ会長の福島は西鉄・西に対して、説得に従わない大下をプロ野球界から追放する覚悟、を伝えた。4月7日に東急は問題解決の道は全て閉ざされたとして、コミッショナー提訴を行う。提訴を受けて、コミッショナーによる真相究明のための関係者に対する喚問が想定された。そこで宇高は、喚問に向けて大下と加藤が最後の話し合いを行うに違いないと踏んで、加藤の自宅に張り込み、加藤を訪ねてきた大下の身柄を遂に抑えた。
4月10日に大下は東急球団事務所に大川と猿丸を訪ね、過去の行動の非を認めて謝罪し、西鉄への移籍を承諾。これを受けて東急は提訴を取り下げ、4月11日になってようやく大下の西鉄移籍が実現し、騒動が決着した。
この騒動に対する非難は、かつての私生活におけるスキャンダルの時とは比べものにならない激しいものとなり、大下の精神鑑定を求める声すら上がったという。

### 現役時代（西鉄時代）
移籍騒動が決着した時点で、1952年のシーズンは始まっていたため、4月19日の対阪急戦で移籍後初出場する。大下は騒動のために春のキャンプに参加しておらず、オフのトレーニングがほとんどできていなかったが、いきなり第一打席で左中間への二塁打を放って健在ぶりを見せつけた。4月29日からの対毎日三連戦で移籍後初めて平和台球場での試合に臨んだが、ここで大下は10打数6安打と猛打を奮う。大下の活躍に伴って平和台球場は観客数が倍増したことから、「大下効果」と呼ばれた。5月24日には後楽園球場で古巣の東急と対戦するが、東急ファンから受けた野次に対し、大下は出塁した一塁上で観客席に向かって頭を下げ、これには東急ファンも黙るしかなかったという。また、7月16日の平和台事件では、暴徒から毎日の土井垣武を庇いながらグラウンドから通用門へ移動するも、そこで暴徒と化した観客に囲まれる。そこで、大下は野口正明とともに、自分たちが代わりに謝るから、何とか二人（騒動の原因となった土井垣と別当）を帰らせてくれ、話は後で付けると必死に説得、ようやく球場から脱出することができた。暴行を受けて血まみれになりつつも観客を制止しようとした行動が称えられ、大下は野口と共にパ・リーグの連盟表彰を受けた。打撃成績は5月末時点で打率.354と開幕から快調に飛ばすが、夏場に体調を崩して首位打者争いから脱落。シーズンでは打率.307（リーグ6位）、13本塁打に終わる。私生活では、鐵子との間に長女・弘子が生まれる。この出産と九州への移住が契機となって、大下・鐵子ともに離婚訴訟が進展し、二人の婚姻がようやく成立している。
1953年の開幕から、足も肩もありながら状況に応じた打球処理の判断という点で大下の守備に不満を持った三原の意向で、大下は一塁手に回る。一方の打撃の方では、開幕直後は好調で4月末時点で打率.344であった。しかし、5月以降不調に陥って打率を下げ、それに伴い西鉄も下位に沈む。西鉄の低迷により監督・三原脩への批判が高まり、西日本鉄道社長・木村重吉は西鉄球団代表・西亦次郎に対して、指揮権の合議制化を要求。西は三原・宮崎要・川崎徳次・大下の4名を集めて、木村の意向を伝えて、試合の指揮を幹部4名の合議制にすることを提案する。しかし、これに対して大下は、野球は瞬時のプレーのため合議している余裕はない、結果に依らず指揮は監督に任せるべき、と激しく反対した。前半戦終了時点で、大下は打率.300ちょうど、チームは5位といずれも成績は思わしくなく、大下はチーム不振の責任を痛感していたとされる。前半戦終了の頃に、雑誌の座談会で三原・川崎・大下が西鉄不振の原因を語り合ったが、大下は以下のように球団批判とも取れる発言をしている。
- 将来のために投手専門のコーチが必要。
- 球団の予算問題もあるが、選手を整理しすぎて代替の選手がいない。
- 会社の圧力が強く、監督がやりにくいに違いない。
- 本拠地でのゲームの興行権をあちこちに売却している。
- ナイターに弱いが、夜間練習の対策（設備）ができていない。

この年、2年目の中西太が打率.314（リーグ2位）、36本塁打、86打点と主力打者に成長して、大下の成績（打率.307〔リーグ4位〕、12本塁打、61打点）を打撃三部門で全て上回るが、引き続き大下は四番打者を務めた。
1954年の春のキャンプでは、開始時点で既に贅肉を落とし身体を絞り込んでおり、さらに球場・宿舎間の移動でバスを使わず走って往復するなど、危機感を持って臨む。これを見た三原により、大下は再び外野手に戻された。この年はチームトップの打率.321（リーグ2位）、88打点を記録して、西鉄のリーグ初優勝に大きく貢献。念願の最高殊勲選手に選ばれた。大下自身にとっても初の優勝経験であり、この時の喜びを「ホームラン・キングにもリーディングヒッターにもなった事はあるが、最高殊勲選手になったこの喜びにくらべれば、月の前の星の様なもの。（中略）選手にとって最大にして唯一の目的は、自分のチームの優勝といふことにある」と記している（『球道徒然草』）。初出場となった中日ドラゴンズとの日本シリーズでは、打率.292で本塁打は出なかったが、第3戦で先制打を放ってチームに初勝利をもたらすなどの活躍で、敢闘賞を獲得する。結局、西鉄は3勝4敗で敗れたが、敗戦が決まると大下はベンチの中であたり構わず号泣したという。
1955年は辛うじて三割をキープ（.301〔リーグ6位〕）するが、12本塁打、63打点は中西太・豊田泰光・関口清治・高倉照幸ら他の若手主力打者に劣る成績に終わる。6年連続で選ばれていたベストナインの選からも漏れた。同年末に右足踵の軟骨除去手術を行うが、これ以降脚部の故障に苦しむようになる。
1956年は開幕こそ好調で、4月末時点で本塁打は出ないものの打率.326であった。しかし、5月に入ると体調を崩して成績が急降下。6月には熱性腎炎によりほぼ1ヶ月間に亘って九州大学病院に入院するなど、前半戦は打率.269でわずか1本塁打に留まる。7月の後半戦から戦列に戻るが、体調が良くないことが傍目にもわかったほどであった。この状況の中で四番を中西に譲って、大下は五番に入る。後半戦、西鉄は残り28試合で7ゲーム差あった首位南海を猛烈に追い上げリーグ優勝を果たす。シーズン終盤、中西と豊田がライバル意識を剥き出しにして激しい首位打者争いを演じる。タイトル争いに加わることができない中で、大下は「豊田、中西、何するものぞ」（『球道徒然草』）と記して気持ちを奮い立たせたが、シーズンでは8年ぶりに三割を切る打率.259、4本塁打に終わった。巨人との対決となった日本シリーズでも、打率.217、0本塁打に終わる。しかし、最終の第6戦で初回に2点二塁打を放ち、西鉄の初の日本一に花を添えた。
前年の不振を挽回すべく、シーズンオフにひたすら体調を整えて臨んだ1957年は、故障などで調子の出ない中西・豊田・関口らを尻目に、開幕からコンスタントに安打を打ち続ける。4月7日の阪急戦から15試合連続安打で、5月8日には打率.413まで上げる。しかし、この日に南海の野母得見から後頭部に死球を受け、のち診断で頭部に内出血があることがわかり3日間休養した。この年のオールスターゲームは結果的に最後の出場（6回目）となるが、第1戦で2安打3打点と活躍し、自身初の最高殊勲賞を獲得している。大下は並々ならぬ決意を持ってシーズンに臨み、終始三割をキープ。野球評論家からも今年の大下はかつてない闘志の持続が窺われ、大打者の風格が増してきた、と評された。しかし、山内一弘・中西太らの首位打者争いには加われない大下は、自分の打撃に納得ができずスランプだとこぼし続けた。大下は内面のいらだちを「首位打者になる気持あるかって？ジョウダン言ひなさんな。中西、山内両君の争ひだよ。（中略）御立派すぎる位の彼等に敬服する 昔はそうは云はなかったものだが・・・」（『球道徒然草』）と記している。このシーズンは2年ぶりに打率三割に復帰して（.306〔リーグ4位〕）西鉄の2年連続のリーグ優勝に貢献。8回目となるベストナインに選ばれた。2年連続となった巨人との日本シリーズでは、第2戦と第3戦で同点打を放つなど、両軍最多の7安打を放って打率.389を記録する大活躍。西鉄の日本一の立役者となり、最優秀選手賞・首位打者賞を獲得する。巨人監督の水原茂をして「四番の差が出た」（巨人の四番はかつてのライバル川上哲治）と言わしめた。
1958年は春のオープン戦の終盤に右足を捻挫し、そのまま開幕を迎える。開幕戦の4月5日の阪急戦こそ2安打を放つが、その後打撃不振に陥り8試合連続無安打で4月20日には打率.074に沈む。その後も調子が上がらないまま、捻挫した右足を庇いながら出場を続けたために左膝を痛め、左膝関節内側靱帯亀裂の重症で九州大学温泉治療学研究所に入院。療養中にマスコミから、大下は六番へ打順を下げる指示を受けたことが不満で、欠場を決め込んでサボっている、と中傷の記事を書かれたこともあった。この年は入退院を繰り返しながら、出場は62試合に留まり、打率.221、1本塁打と自己最低の成績に終わった。3度目の巨人との対戦となった日本シリーズでは、初戦こそ2安打を放つも、その後は1安打も打てず、第5戦からは控えに回った。この年、打撃にはっきり衰えが見えた大下は、悩み抜いた挙げ句三原にどうしたら打てるか相談する。不振を打開するためには練習するしかないと信念を持つ三原は、大下に対して手を見せるように言うが、大下の手は硬いマメだらけだった。三原は「天才も年をとる」と胸にこみ上げるものがあったという。
1959年の年が明けると、大下は再起を期して自費で九州大学温泉治療学研究所に籠もり、治療の効果で左膝の状態は改善する。開幕から好調で、5月12日には打率.377で打撃成績3位に付けた。しかし、5月中旬から扁桃腺炎で試合を欠場するようになり、打率も徐々に下降する。それでも、8月下旬まで90試合に出場して三割をキープした。しかし、以降脚の故障により閉幕まで戦列を離れたまま終わり、シーズン終了後の10月28日に退団を表明。シーズン打率.303を記録しながらの現役引退となった。翌1960年3月1日の大毎とのオープン戦（平和台）で引退試合が行われ、大下は代打で登場し中堅へ大飛球を放っている。
現役当時の背番号は、セネタース時代以来一貫して「3」であった。この番号は西鉄ライオンズでは一時欠番であったが、後述の東映フライヤーズの監督就任後、中日から移籍した広野功が9年ぶりに背番号3を付けている。

### 引退後
引退後はNHK大阪放送局解説者・スポーツニッポン評論家（1960年）、阪急一軍打撃コーチ（1961年）→技術顧問（1962年）、関西テレビ・フジテレビ解説者・サンケイスポーツ評論家（1963年 - 1967年）、東映監督（1968年）→先乗りスコアラー（1969年）、TVK解説者（1973年）、大洋一軍打撃コーチ（1974年 - 1975年）を務めた。
最初は「大下騒動」以来親しくしていた宇高の斡旋で、NHK大阪解説者・スポニチ評論家となり、東大阪市に転居したが、元セネタースの小林次男から阪急の打撃コーチ就任要請を受け、鐵子の反対を押し切って就任した。阪急の岡野祐球団代表は大下を次期監督に据えることも考えていたとされるが、コーチ業は上手くいかず、1年限りで解任。2年契約であったため、技術顧問の肩書きで球団に残ったが、全くの窓際扱いで、時には球団事務所のお茶くみなどの雑用もこなしていたという。
阪急退団後の解説者時代は青田昇と共に熱海後楽園ホテルのテレビCMにも出演し、1967年夏頃からは娘たちを東京の学校に入学させることを考え、東京への転居を準備。フジテレビとサンケイスポーツ東京本社への専属する話を付けて契約金の金額まで決めるが、東映の球団オーナーとなっていた大川に強引に口説かれて、11月25日に監督就任。当時、セ・リーグで管理野球を掲げていた巨人に対抗して「サインなし、罰金なし、門限なし」の「三無主義」を打ち出すが、実際は大川の発案で、大下の案ということにしていたとされる。東映監督就任に伴って、大下は東京都杉並区高井戸に転居。就任後はオープン戦を11勝6敗で乗り切り、開幕後も6月末まで勝率5割前後を維持していたが、7月14日から10連敗して最下位に転落。連敗から抜け出せないまま、8月4日に大下は大川に休養を申し出て、了承。飯島滋弥二軍監督が代理監督に昇格した。監督時代は作戦と言えるほどのものはなく、代打に迷い、候補の2人にじゃんけんさせたこともある。開幕戦のスタメンを前日に発表したこともあり、初代「ミスタータイガース」の藤村富美男らコーチはそれを知らず、驚いていた。当時は選手を「さん」付けで呼んだり、使わなかった選手に「申し訳なかった」と謝ったりなど、人の良さからペーソスを誘う存在となっていた。主砲の張本勲が水原茂前監督のシンパと目されていたため「ハリさん、協力してくれ」としばしば懇願していたが、張本からは「協力しないというのは誤解」と曖昧な言葉しか返ってこなかったため、張本の目の前で脇差を抜き、自らの腕の動脈を切って見せ、「私の気持ちだ! わかってくれ!」と叫ぶという騒ぎを起こした。皮膚だけでなく、かなり深く切り、血の量も相当で、すぐ病院に行っている。張本は後に自著で「大下さんは純粋無垢、綺麗過ぎた。言うなれば監督になってはいけない人だった」と述べている。ただし、大下東映監督の栄光の背番号3の姿は、野球場に来るファンには大人気であった。
退団後は荒川尭が社長をしていたスポーツ用品店「東京ジャイアンツ」の顧問となる一方、明大OBが経営する運送会社に務め、この間、東京スポーツに50回ほどコラムを書いている。
大洋コーチは青田に請われて就任したが、この頃の大下は細々と教えず、自分で打って見せて良い所を真似しなさいというタイプの指導者であった。大下は当時50歳を過ぎていたが、構えからバットの出方など実に柔らかく力が抜けた理想的なフォームで、長崎はそのイメージ通りに打席で振ろうとした。在任中は長崎慶一・山下大輔ら若手を一流選手に育てたほか、打撃投手兼通訳の古賀英彦を麻雀に毎晩付き合わせ、古賀は翌日の昼まで付き合わされるのが常であった。
当時、大下夫妻は世田谷区経堂に住んでいたが、大洋退団後は野球の盛んな千葉県の地を気に入り、千葉市稲毛柏台のマンション・稲毛ファミールハイツに移り住んだ。プロ野球界から身を退いた後は少年野球の発展に務め、自身のマンション群に住む子供たちを集め、千葉ファミールズ監督として甲子園球児を多く育てた。その後も少年野球チーム・大下フライヤーズ監督、フジテレビの女子野球チーム・ニューヤンキース監督、横浜市の本牧リトルリーグ監督などを歴任する。1978年6月に東京都隅田公園のグラウンドでニューヤンキースのオーディション中に倒れ、数日自宅で静養したが、国立千葉病院に入院。脳血栓と診断される。左半身麻痺の後遺症が残り、石和温泉療養所などで懸命にリハビリに取り組んだが、麻痺は残り手足が不自由となり、11月末から自宅療養生活になる。
1979年5月23日早朝、脳血栓の療養中に逝去。56歳没。逝去当時は「脳血栓の後遺症による心筋梗塞」が死因と報道されたが、のちに致死量の睡眠薬を自ら飲み事実上の自殺を図ったことが、辺見じゅんや桑原稲敏が著した大下の伝記によって明らかにされている。その死は、5月23日の夕刊一般紙各紙に大きく報じられ、美空ひばり、笠置シズ子、赤バットの川上と共に戦後復興のシンボルとなったスーパースターの死を悼んだ。翌24日に告別式が行われ、葬儀委員長を宇高、司会を豊田が務め、横沢も兵庫県から駆けつけた。
墓所は千葉市若葉区にある千葉市営平和公園で、墓碑には「球に生き、球に殉ず身、果報者 青バット 大下弘」と刻まれている。戒名は慈球院青打弘文居士。逝去翌年の1980年に小鶴誠・千葉茂と共に野球殿堂入り。

## 人物

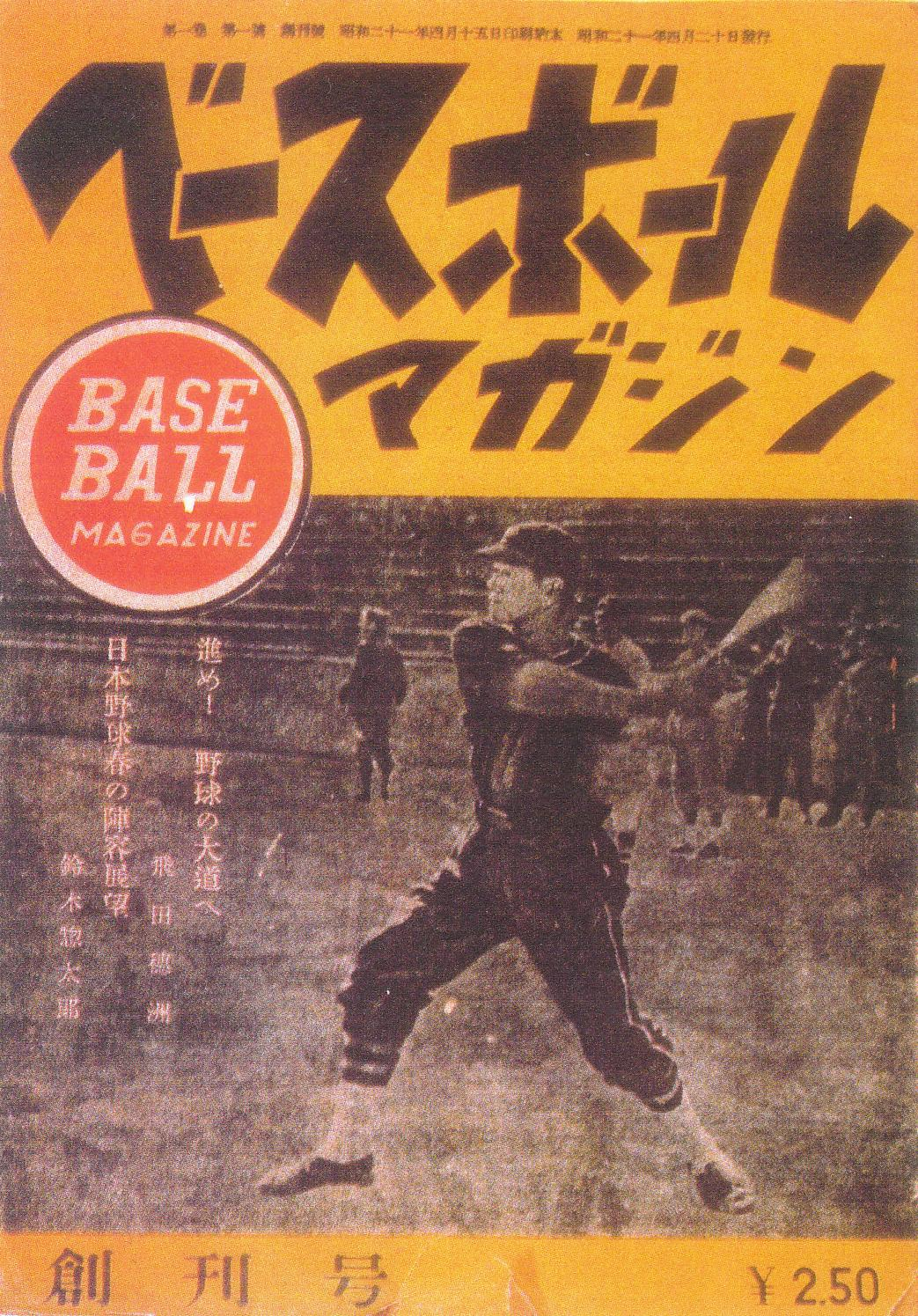
大下が表紙を飾った『ベースボールマガジン』創刊号（1946年4月20日発行）

- 男前のルックスで女性にもよくモテたほか、柔らかいフォームから美しい虹を描くような本塁打を量産し、伝統球団である巨人に所属していたライバルの川上哲治を上回る人気を得た。阿久悠は「少年にとって神はたくさんいたが、終戦直後、本当の神は美空ひばりと大下弘だった」と述べている[3]。また、野球雑誌『ベースボールマガジン』の創刊号（1946年4月20日発行）[127]の表紙を飾った選手である。
- 豪放な性格で、私生活でも多くのエピソードが知られている。馴染みの置屋には大下のバットが常時置いてあり、早朝バットを振っていた、との伝説の類もある。表向きはあまり練習もせず練習嫌いとも言われていたが、西鉄時代の監督であった三原脩は大下が陰で練習している事を知っていた様である。大下が引退を決意して三原に「もう限界です。引退させて下さい」と申し出たところ、三原は「手を見せてごらん」と言い、大下の手のひらがマメで硬くなっているのを確かめると「ご苦労さんだったね」とねぎらったという[128]。その三原によれば、「プロ野球から打者を5人選ぶとすれば、王、大下、川上、中西、長嶋。3人にしぼるとすれば大下、中西、長嶋。1人選ぶとすれば大下」であるという[129]。
- 親分肌で面倒見の良い大下は西鉄時代に福岡の自宅に河村久文や八浪知行ら若手選手を下宿させていたが、麻雀好きで相当の腕前であった大下は在宅の日は毎晩のように賭け麻雀に若手選手を付き合わせ、かなりの金額を巻き上げていた。しかし実際は、若い伸び盛りの若手にお金を持たせるのはよくないとして、大下は巻き上げたお金をちゃんと貯金しており、それを知った若手選手は「この思いやりにこたえて早く一人前の選手になります」と感激したという[130]。
- 東急から西鉄へ移籍後しばらくして母親を東京から呼び寄せ、福岡の病院に入院させたことで病院の中に医師を中心とした「大下弘後援会」が出来た。この時のことについて、大下は「ファンと云ふものは本当に有り難いものである。病中であり乍ら私達の事に関心をもって下さるファンあっての私であることを深く銘記すべきである。大人はもとより三才の童子たりともおろそかにすべきでない」「母の為に貧乏する事は本望かも知れぬ。今日迄大きくして頂いた恩義に比べれば、まだまだこの様な苦しみぐらひ軽いもの。もう直ぐ退院の筈。一緒に住める日も近い」と書いている（『大下弘日記―球道徒然草』）[131]。
- 筆まめで、著書『大下弘日記―球道徒然草』は球界には珍しい、ゴーストライターを使っていない純然たる自著である。原稿は巻紙に毛筆でしたためていた。文語調で球界や自身の出来事を綴っている。川上哲治に対してのむき出しのライバル意識、共感、そして感謝の言葉が多く出てくる。これまで原本の公開はされていなかったが、2012年に福岡Yahoo!JAPANドーム内の「王貞治ベースボールミュージアム」で開催された「九州の野球歴史展」で初めて原本が一般に公開された。
- 教え子の長崎慶一はチームメイトの山下大輔と共に経堂にあった大下の自宅によく訪れ、大下の次女と恋仲になり結婚したが、大下の死後に離婚している[121]。

## 詳細情報

### 年度別投手成績
| 年 度     | 球 団           | 登 板 | 先 発 | 完 投 | 完 封 | 無 四 球 | 勝 利 | 敗 戦 | セ 丨 ブ | ホ 丨 ル ド | 勝 率 | 打 者 | 投 球 回 | 被 安 打 | 被 本 塁 打 | 与 四 球 | 敬 遠 | 与 死 球 | 奪 三 振 | 暴 投 | ボ 丨 ク | 失 点 | 自 責 点 | 防 御 率 | W H I P |
| --------- | --------------- | ----- | ----- | ----- | ----- | -------- | ----- | ----- | -------- | ----------- | ----- | ----- | -------- | -------- | ----------- | -------- | ----- | -------- | -------- | ----- | -------- | ----- | -------- | -------- | ------- |
| 1946      | セネタース 東急 | 7     | 3     | 1     | 0     | 0        | 0     | 1     | --       | --          | .000  | 100   | 20.1     | 20       | 0           | 17       | --    | 0        | 8        | 0     | 0        | 11    | 9        | 3.86     | 1.82    |
| 1947      | セネタース 東急 | 1     | 1     | 0     | 0     | 0        | 0     | 1     | --       | --          | .000  | 12    | 2.1      | 2        | 0           | 3        | --    | 0        | 1        | 0     | 0        | 4     | 3        | 9.00     | 2.14    |
| 通算：2年 | 通算：2年       | 8     | 4     | 1     | 0     | 0        | 0     | 2     | --       | --          | .000  | 112   | 22.2     | 22       | 0           | 20       | --    | 0        | 9        | 0     | 0        | 15    | 12       | 4.70     | 1.85    |

- セネタースは、1947年に東急（東急フライヤーズ）に球団名を変更

### 年度別打撃成績
| 年 度      | 球 団                     | 試 合 | 打 席 | 打 数 | 得 点 | 安 打 | 二 塁 打 | 三 塁 打 | 本 塁 打 | 塁 打 | 打 点 | 盗 塁 | 盗 塁 死 | 犠 打 | 犠 飛 | 四 球 | 敬 遠 | 死 球 | 三 振 | 併 殺 打 | 打 率 | 出 塁 率 | 長 打 率 | O P S |
| ---------- | ------------------------- | ----- | ----- | ----- | ----- | ----- | -------- | -------- | -------- | ----- | ----- | ----- | -------- | ----- | ----- | ----- | ----- | ----- | ----- | -------- | ----- | -------- | -------- | ----- |
| 1946       | セネタース 東急 急映 東急 | 104   | 448   | 395   | 59    | 111   | 17       | 9        | 20       | 206   | 74    | 16    | 4        | 0     | --    | 49    | --    | 4     | 80    | --       | .281  | .366     | .522     | .888  |
| 1947       | セネタース 東急 急映 東急 | 117   | 486   | 435   | 59    | 137   | 23       | 11       | 17       | 233   | 63    | 12    | 9        | 0     | --    | 47    | --    | 4     | 50    | --       | .315  | .387     | .536     | .922  |
| 1948       | セネタース 東急 急映 東急 | 133   | 539   | 496   | 50    | 132   | 19       | 4        | 16       | 207   | 72    | 26    | 7        | 0     | --    | 42    | --    | 1     | 55    | --       | .266  | .325     | .417     | .742  |
| 1949       | セネタース 東急 急映 東急 | 130   | 540   | 476   | 95    | 145   | 29       | 5        | 38       | 298   | 102   | 27    | 10       | 0     | --    | 58    | --    | 6     | 59    | --       | .305  | .387     | .626     | 1.013 |
| 1950       | セネタース 東急 急映 東急 | 106   | 460   | 401   | 59    | 136   | 29       | 6        | 13       | 216   | 72    | 18    | 11       | 1     | --    | 54    | --    | 4     | 43    | 8        | .339  | .423     | .539     | .961  |
| 1951       | セネタース 東急 急映 東急 | 89    | 371   | 321   | 56    | 123   | 15       | 5        | 26       | 226   | 63    | 5     | 7        | 1     | --    | 47    | --    | 2     | 18    | 4        | .383  | .465     | .704     | 1.169 |
| 1952       | 西鉄                      | 99    | 403   | 355   | 61    | 109   | 25       | 3        | 13       | 179   | 59    | 9     | 6        | 1     | --    | 45    | --    | 2     | 31    | 5        | .307  | .388     | .504     | .892  |
| 1953       | 西鉄                      | 114   | 474   | 443   | 60    | 136   | 29       | 6        | 12       | 213   | 61    | 8     | 6        | 5     | --    | 24    | --    | 1     | 43    | 5        | .307  | .344     | .481     | .825  |
| 1954       | 西鉄                      | 138   | 575   | 514   | 76    | 165   | 33       | 6        | 22       | 276   | 88    | 11    | 9        | 4     | 3     | 52    | --    | 2     | 50    | 6        | .321  | .386     | .537     | .923  |
| 1955       | 西鉄                      | 139   | 524   | 469   | 74    | 141   | 21       | 5        | 12       | 208   | 63    | 7     | 3        | 5     | 6     | 44    | 7     | 0     | 55    | 6        | .301  | .361     | .443     | .804  |
| 1956       | 西鉄                      | 115   | 382   | 347   | 31    | 90    | 14       | 2        | 4        | 120   | 52    | 3     | 4        | 5     | 8     | 21    | 5     | 1     | 31    | 7        | .259  | .304     | .346     | .649  |
| 1957       | 西鉄                      | 111   | 430   | 395   | 44    | 121   | 23       | 2        | 4        | 160   | 55    | 2     | 4        | 4     | 2     | 26    | 7     | 3     | 43    | 4        | .306  | .354     | .405     | .759  |
| 1958       | 西鉄                      | 62    | 212   | 199   | 19    | 44    | 6        | 2        | 1        | 57    | 10    | 1     | 3        | 1     | 0     | 12    | 1     | 0     | 19    | 5        | .221  | .265     | .286     | .552  |
| 1959       | 西鉄                      | 90    | 277   | 254   | 20    | 77    | 10       | 0        | 3        | 96    | 27    | 1     | 3        | 4     | 3     | 14    | 2     | 2     | 31    | 6        | .303  | .344     | .378     | .722  |
| 通算：14年 | 通算：14年                | 1547  | 6121  | 5500  | 763   | 1667  | 293      | 66       | 201      | 2695  | 861   | 146   | 86       | 31    | 22    | 535   | 22    | 32    | 608   | 56       | .303  | .368     | .490     | .858  |

- 各年度の太字はリーグ最高
- セネタースは、1947年に東急（東急フライヤーズ）に、1948年に急映（急映フライヤーズ）に、1949年に東急（東急フライヤーズ）に球団名を変更

### タイトル
- 首位打者：3回（1947年、1950年、1951年）※2年連続はパ・リーグ歴代4位タイ
- 本塁打王：3回（1946年、1947年、1951年）
- 最多出塁数：2回（1950年、1951年）
- 最多安打（当時連盟表彰なし）：1回（1948年）

### 表彰
- 最高殊勲選手（MVP）：1回（1954年）[注釈 2]
- ベストナイン：8回（外野手部門：1947年、1949年 - 1954年、1957年）
- 野球殿堂競技者表彰（1980年）
- 日本シリーズMVP：1回（1957年）[注釈 2]
- 日本シリーズ敢闘賞：1回（1954年）
- 日本シリーズ首位打者賞：1回（1957年）
- オールスターゲームMVP：1回（1957年 第1戦）[注釈 2]

### 記録
初記録
- 初出場・初先発出場：1946年4月27日、対東京巨人軍1回戦（後楽園球場）、3番・中堅で先発出場
- 初安打・初打点：1946年4月28日、対ゴールドスター1回戦（後楽園球場）、3回裏に内藤幸三から適時打
- 初登板：1946年5月12日、対近畿グレートリング1回戦（後楽園球場）、8回表から3番手で救援登板・完了、2回無失点
- 初先発登板：1946年5月19日、対パシフィック3回戦（阪急西宮球場）、1回無失点
- 初完投：1946年5月31日、対大阪タイガース3回戦（阪急西宮球場）、9回2失点で敗戦投手
- 初本塁打：1946年6月2日、対中部日本軍4回戦（阪急西宮球場）、3回表に林直明から満塁本塁打

節目の記録
- 1000試合出場：1954年9月3日 ※史上27人目

その他の記録
- シーズン打率.383：1951年 ※当時のNPB記録、1970年に張本勲が更新[132]
- 1試合7安打：1949年11月19日、対大陽ロビンス18回戦（阪神甲子園球場）、7打数7安打 ※史上最多、6安打以上放つのは史上2人目[133][134]
- サイクル安打：1954年7月15日、対阪急ブレーブス12回戦（平和台球場） ※史上10人目、サヨナラ本塁打による達成は史上初[135]
- 最多連続試合本塁打：4、1949年8月25日 - 28日 ※達成当時NPB史上2位（一時、1リーグ時代の日本プロ野球記録とされたが、1972年に1938年の中島治康の5試合連続の記録が発見されている[136]）
- シーズン19補殺：1947年 ※1リーグ時代記録
- 1試合3失策：1947年8月16日、対大阪タイガース12回戦（長野県営松本球場）、外野手史上最多[137]
- オールスターゲーム出場：6回（1951年 - 1955年、1957年）

### 背番号
- 3（1946年 - 1959年、1968年）
- 1（1961年）
- 30（1974年 - 1975年）

## 関連情報

### 出演番組
解説者としての出演番組
- NHKプロ野球（NHKのプロ野球中継現行タイトル）
- BASEBALL SPECIAL〜野球道〜（関西テレビ・フジテレビ系列プロ野球中継の現行統一タイトル。関西テレビローカルタイトルは「プロ野球中継」）
- プロ野球ニュース（フジテレビ。第1期）

テレビCM
- 熱海後楽園ホテル - 1970年代に青田昇と共演。

### 著書
- 『大下弘日記―球道徒然草』大下弘、大道文(解説)、ベースボール・マガジン社、1980年11月発行
- 『父と子の少年野球教室』大下弘、青年書館、1979年発行
- 『プロ野球選手の真似をするな―体験による少年野球の指導術』、青年書館、1979年6月発行

### 書籍
- 桑原稲敏『青バットのポンちゃん大下弘―伝説に彩られた天才打者の実像』ライブ出版、1989年、ISBN 4897950023
- 辺見じゅん『大下弘　虹の生涯』新潮社、1992年、ISBN 4103846011
  - （新潮文庫版）、1995年
  - （文春文庫版）、1999年、ISBN 4167342049